# Fox Sports Net Chicago
Fox Sports Net Chicago (comúnmente conocida como FSN Chicago) fue una red de deportes regional estadounidense con sede en Chicago, Illinois. Durante la mayor parte de su existencia (1987-2005), fue propiedad de Cablevision. En 1997, News Corporation adquirió una participación minoritaria en la cadena, la cual Cablevision compró en 2005. Desde 1987 hasta 1997, la cadena estuvo afiliada a SportsChannel, y posteriormente se convirtió en afiliada de Fox Sports Net.
La cadena transmitía los juegos de la mayoría de los equipos deportivos de las grandes ligas del área de Chicago, entre los que se incluían las franquicias de béisbol de las Grandes Ligas, los Chicago Cubs y los Chicago White Sox; los Chicago Blackhawks de la NHL; los Chicago Bulls de la NBA; el Chicago Fire de la Major League Soccer; y el Chicago Rush de la Arena Football League. Además, la cadena ofrecía la transmisión de eventos deportivos universitarios a nivel local y nacional, abarcando equipos tanto de la región como de su red hermana, Fox Sports Detroit.

## Historia

### Historia temprana
SportsChannel Chicago se inauguró en 1981 cuando Cablevision adquirió los derechos de transmisión de 81 juegos en casa de los Chicago White Sox para la temporada de 1981. Poco después, se alcanzó otro acuerdo para la transmisión de eventos deportivos de la Universidad de Notre Dame, tanto en SportsChannel Chicago como en Nueva York.
Se esperaba que el acuerdo con Cablevisión durara dos años. Sin embargo, los nuevos propietarios de los White Sox, Jerry Reinsdorf y Eddie Einhorn, lanzaron un nuevo servicio de cable llamado SportsVision. Este servicio también contrató a ONTV para ofrecer los juegos como un servicio premium por aire, ya que muchas áreas de Chicago aún no estaban conectadas al servicio de televisión por cable. SportsVision estableció asociaciones con los Blackhawks, Bulls y Sting para transmitir sus juegos en la nueva red. La transferencia de los juegos de los White Sox desde SportsChannel llevó a Cablevision a presentar una demanda por incumplimiento de contrato. Aunque SportsChannel Chicago desapareció de la lista de canales, no fue de manera permanente.
Debido a que Chicago era una de las últimas ciudades importantes de los Estados Unidos donde la televisión por cable aún no estaba ampliamente disponible, SportsVision inicialmente operaba como un servicio de suscripción inalámbrica. Transmitían a través de WPWR todos los días de la semana, incluyendo los fines de semana. Los televidentes debían adquirir un decodificador y pagar una tarifa mensual para acceder a las transmisiones, que abarcaban juegos de los Bulls, White Sox y Blackhawks, así como eventos deportivos universitarios de interés local.
Algunas transmisiones deportivas también se realizaban simultáneamente en ONTV, un servicio de suscripción de propiedad conjunta que transmitía a tiempo parcial a través de WSNS-TV (canal 44). Los Bulls y los White Sox continuaron transmitiendo varios juegos por televisión local, mientras que los Blackhawks trasladaron todas las transmisiones de sus juegos a SportsVision, poniendo fin a una asociación de larga data con WSNS. Tras esta decisión, algunos decodificadores vendidos como parte de las suscripciones a ONTV y SportsVision incorporaron un interruptor que permitía a los suscriptores sintonizar ONTV o SportsVision. En 1984, los juegos de los White Sox también comenzaron a transmitirse por ONTV.
La decisión de trasladar la mayoría de las transmisiones de los White Sox a la televisión de pago llevó al locutor Harry Caray a convertirse en la voz jugada por jugada de los rivales Cachorros de Chicago. Lo hizo debido a la exposición limitada que experimentarían los White Sox como resultado de tener la mayoría de los juegos en un medio que restringiría el alcance de las transmisiones televisadas del equipo. Hasta 2019, Chicago era uno de los pocos mercados televisivos de los Estados Unidos donde los equipos de béisbol ofrecían un porcentaje significativo de sus juegos en televisión abierta. Hasta mediados de la década de 1990, los Cachorros aún transmitían todos sus juegos que no eran transmitidos a nivel nacional en las principales cadenas de transmisión ( ABC, NBC, CBS ) a través de WGN-TV (canal 9) y una red regional de estaciones de televisión en partes del Medio Oeste.

### Afiliación con SportsChannel y Fox Sports Net
La asociación entre WPWR y SportsVision enfrentó dificultades a finales de 1983, resultando en la venta del canal a Cablevision y al Washington Post (que en ese momento se había convertido en socio de SportsChannel). SportsVision se afilió de inmediato a SportsChannel y se convirtió en un servicio de cable básico en 1986. En 1988, el Washington Post vendió su participación en SportsVision (y en las otras redes SportsChannel), y NBC se convirtió en un nuevo socio al adquirir el 50% de la propiedad de la red. El 1 de marzo de 1989, el canal fue relanzado como SportsChannel Chicago, recuperando su nombre después de más de siete años. La cadena inició transmisiones las 24 horas del día en 1991. También en ese año, Tele-Communications Inc. (TCI) adquirió un 25% de participación en SportsChannel Chicago, mientras que el 75% restante se dividió equitativamente entre Cablevision y NBC. Como parte de esta transacción, TCI también firmó un acuerdo a largo plazo para llevar la red en sus sistemas de cable.
El 30 de junio de 1997, News Corporation y Liberty Media, quienes habían establecido un nuevo grupo de redes deportivas regionales conocido como Fox Sports Net en noviembre de 1996, adquirieron una participación del 40% en las propiedades deportivas de Cablevisión. Estas propiedades incluían las redes SportsChannel America, el Madison Square Garden y los inquilinos de franquicias deportivas profesionales en el estadio, los New York Knicks y los New York Rangers.

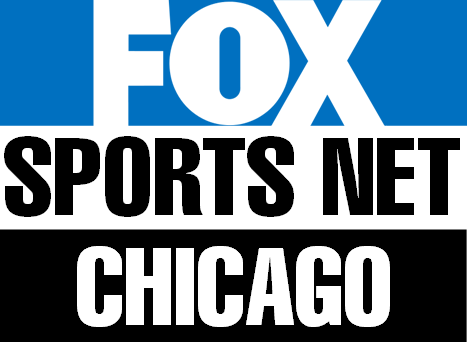
Logotipo de Fox Sports Net Chicago, utilizado de 2000 a 2004.

Tras la adquisición, el 10 de agosto, SportsChannel Chicago canceló abruptamente su programa diario de noticias deportivas, The SportsChannel Report, lo que resultó en el despido de diez miembros del personal, incluyendo a los experimentados presentadores del programa Jim Blaney, Steve Kashul y Dyrol Joyner. En octubre de ese mismo año, el canal lanzó Fox Sports Tonight, un programa de noticias deportivas con un formato similar centrado en deportes locales, destinado a complementar el programa nacional Fox Sports News de Fox Sports Net. Durante este período, el canal trasladó sus instalaciones de producción y oficinas a una nueva ubicación en el Apparel Center, en 350 North Orleans Street en el área de Near North Side.
La nueva empresa conjunta formada entre News Corporation, Cablevision y Liberty Media, conocida como National Sports Partners, implementó un cambio gradual de marca en las redes SportsChannel que anteriormente estaban bajo el control de Cablevision, transformándolas en medios de propiedad y operados por Fox Sports Net. Como resultado de este cambio, SportsChannel Chicago fue rebautizado como Fox Sports Chicago en enero de 1998. Posteriormente, en 2000, el canal adoptó el nombre de Fox Sports Net Chicago, como parte de una modificación de marca generalizada de las redes FSN bajo el lema "Fox Sports Net".
Fox Sports Tonight posteriormente evolucionó en Chicago Sports Report en 2001, como parte de una expansión de programas de noticias regionales en Fox Sports Networks para complementar el National Sports Report. En ese período, Fox Sports Net Chicago también asumió el papel de centro de producción y origen de programas de noticias como Ohio Sports Report y Bay Area Sports Report (ambos propiedad en un 50% por Cablevision a través de su subsidiaria Rainbow Sports) para las redes hermanas Fox Sports Ohio y Fox Sports Net Bay Area. En 2004, el canal simplificó su nombre a FSN Chicago, en consonancia con la reducción de énfasis en la marca "Fox Sports Net" por parte de las cadenas.

### Pérdida de derechos de transmisión y decadencia.
En diciembre de 2003, Jerry Reinsdorf, Bill Wirtz y Tribune Company, propietarios de los equipos Bulls, White Sox, Blackhawks y Cubs respectivamente, tomaron la decisión de poner fin a su acuerdo de televisión por cable con FSN Chicago. Esto resultó en la pérdida de los derechos de transmisión de todos los equipos deportivos profesionales en el área de Chicago para la red. Los tres propietarios optaron por asociarse con Comcast para crear una nueva red de deportes regional llamada Comcast SportsNet Chicago, que se lanzó el 1 de octubre de 2004.
Esta decisión provocó que varios proveedores de cable y satélite en el noreste de Illinois y el noroeste de Indiana dejaran de ofrecer FSN Chicago. Al no contar con la cobertura de eventos deportivos profesionales locales, FSN Chicago se vio limitado a la programación nacional distribuida por Fox Sports Net. Los eventos de algunos equipos locales y semiprofesionales menores, así como programas al aire libre del Medio Oeste, tuvieron un interés limitado para los espectadores en el área de Chicago.
En febrero de 2005, Cablevision adquirió la propiedad total de Fox Sports Chicago y FSN New York, además de una participación del 50% en Fox Sports New England (mientras que Comcast retuvo su participación existente del 50%) en un intercambio de activos. Este intercambio también involucró la venta de la participación de News Corporation en el Madison Square Garden y los equipos de la NBA y la NHL que jugaban en el estadio, a cambio del interés de Cablevision en FSN Ohio y FSN Florida.
FSN Chicago cesó sus operaciones el 23 de junio de 2006. Posteriormente, Comcast SportsNet Chicago trasladó sus operaciones a las instalaciones de Orleans Street que antes ocupaba FSN Chicago y adquirió los derechos para transmitir los programas distribuidos a nivel nacional por FSN. El televisor previamente utilizado por el Chicago Sports Report fue adquirido por WREX-TV, una afiliada de NBC en Rockford, para ser utilizado como el televisor principal de la estación. Desde entonces, las instalaciones de Orleans Street también se convirtieron en la sede del Chicago Sun-Times.Chicago Sun-Times